# Jardim Alfredo Keil
O Jardim Alfredo Keil é um pequeno jardim de traça romântica, situado na Praça da Alegria em Lisboa.

Assente num socalco, apresenta exemplares de vegetação exótica e um lago com repuxo. No lado poente do jardim está um busto de Alfredo Keil, músico, pintor e poeta, compositor da música de A Portuguesa, actual hino nacional português.

## História
No final do século XIX é construído na Praça da Alegria o Jardim Alfredo Keil, mais conhecido por Jardim da Alegria. O Jardim da Alegria nasceu do remate de um conjunto de ruas, travessas, calçadas e pequenos jardins que serpenteavam encosta abaixo onde antigamente se realizava a Feira da Ladra.
Em 2017 o abate de um lódão monumental e classificado acabou em queixa na Justiça. A Plataforma em Defesa das Árvores responsabilizou a junta de freguesia de Santo António pelo estado em que a árvore se encontrava após ter sido feita uma poda “desastrosa” dois anos antes que deixou o lódão “totalmente desequilibrado e fragilizado”.

## Vegetação
Possui 6 exemplares de árvores classificadas isoladamente como arvoredo de interesse público que integram um conjunto de 9 árvores notáveis:
- uma Ceiba speciosa
- uma Ceiba crispiflora
- dois Metrosideros excelsa
- dois Celtis australis
- duas Erythrina crista-galli
- uma Washingtonia robusta.

Devido à sua importância, o conjunto arbóreo do Jardim Alfredo Keil foi classificado de interesse público em 8 de setembro de 2017.